# اکرلاندیا
اکرلاندیا (به پرتغالی: Acrelândia) یک سکونتگاه مسکونی در برزیل است که در اکری واقع شده‌است.

## خصوصیات
اکرلاندیا ۸٬۶۹۵ نفر جمعیت دارد.